# Мейплвуд (Міссурі)
Мейплвуд (англ. Maplewood) — місто (англ. city) в США, в окрузі Сент-Луїс штату Міссурі. Населення — 8269 осіб (2020).

## Географія
Мейплвуд розташований за координатами 38°36′43″ пн. ш. 90°19′26″ зх. д. / 38.61194° пн. ш. 90.32389° зх. д. (38.612052, -90.324023).  За даними Бюро перепису населення США в 2010 році місто мало площу 4,04 км², уся площа — суходіл.

## Демографія
Згідно з переписом 2010 року, у місті мешкало 8046 осіб у 4269 домогосподарствах у складі 1769 родин. Густота населення становила 1990 осіб/км².  Було 4889 помешкань (1209/км²).
Расовий склад населення:
| - 74,1 % — білих - 17,2 % — чорних або афроамериканців - 3,5 % — азіатів - 0,2 % — корінних американців - 0,1 % — вихідців з тихоокеанських островів - 1,3 % — осіб інших рас |

До двох чи більше рас належало 3,5 %. Частка іспаномовних становила 3,8 % від усіх жителів.
За віковим діапазоном населення розподілялося таким чином: 17,3 % — особи молодші 18 років, 74,9 % — особи у віці 18—64 років, 7,8 % — особи у віці 65 років та старші. Медіана віку мешканця становила 34,7 року. На 100 осіб жіночої статі у місті припадало 100,9 чоловіків;  на 100 жінок у віці від 18 років та старших — 100,2 чоловіків також старших 18 років.
Середній дохід на одне домашнє господарство  становив 46 488 доларів США (медіана — 35 298), а середній дохід на одну сім'ю — 70 076 доларів (медіана — 56 750). Медіана доходів становила 42 829 доларів для чоловіків та 40 162 долари для жінок. За межею бідності перебувало 19,6 % осіб, у тому числі 20,1 % дітей у віці до 18 років та 15,5 % осіб у віці 65 років та старших.
Цивільне працевлаштоване населення становило 4864 особи. Основні галузі зайнятості: освіта, охорона здоров'я та соціальна допомога — 22,0 %, мистецтво, розваги та відпочинок — 14,7 %, роздрібна торгівля — 13,6 %.